# Heimrad Bäcker
Heimrad Bäcker (* 9. Mai 1925 in Wien; † 8. Mai 2003 in Linz) war ein österreichischer Herausgeber und Schriftsteller.

## Leben
Heimrad Bäcker wurde 1925 in Wien-Kalksburg geboren. Er wuchs in prekären Lebensverhältnissen auf und lebte nach der frühen Trennung seiner Eltern in Ried im Innkreis und in Linz. Im Alter von sechs Jahren erkrankte er an Kinderlähmung, von der er eine Behinderung davontrug. In der Folge des ‚Anschlusses‘ Österreichs an NS-Deutschland im März 1938 erlebte die völlig verarmte Familie einen bescheidenen sozialen Aufstieg. Der Vater fand Arbeit, und Sohn Heimrad fand eine Heimat in der Hitler-Jugend, die ihm als „Behindertem“ die ersehnte Zugehörigkeit zu einer Gemeinschaft versprach und Perspektiven zu eröffnen schien. 1941 bis 1943 arbeitete der begeisterte NS-Anhänger als Volontär bei der Linzer Tages-Post, da er aufgrund seiner Behinderung vom Wehrdienst freigestellt wurde. Heimrad Bäcker beantragte am 16. Januar 1943 die Aufnahme in die NSDAP und wurde zum 20. April desselben Jahres aufgenommen (Mitgliedsnummer 9.519.625). Bäcker war danach in der Presse- und Fotostelle der HJ-Gebietsführung („die einzigen, die mich nie wegen meines Buckels verhöhnt haben“) Oberdonau in Linz tätig, zuletzt im Rang eines Gefolgschaftsführers.
Im Mai 1945, unmittelbar nach Kriegsende, wurde er von der US-amerikanischen Besatzungsmacht zu Arbeiten im Krankenlager des befreiten KZ Mauthausen zwangsverpflichtet, was sein späteres künstlerisches Werk umfassend prägte. Unter dem Eindruck des dort Gesehenen wandte sich Bäcker dauerhaft vom Nationalsozialismus ab. Diese Konfrontation mit den Zeugnissen der unmenschlichen Verbrechen des Nationalsozialismus und den Opfern setzt den Anfangspunkt für eine umfassende Aufarbeitung der nationalsozialistischen Vergangenheit und seiner eigenen Verstrickung in diese. Sie stand am Beginn einer jahrzehntelangen persönlichen wie künstlerischen Auseinandersetzung mit der NS-Gewaltherrschaft.
Nach dem Krieg holte Bäcker die Matura in Linz nach und studierte Philosophie, Soziologie und Völkerkunde in Wien. Er promovierte sich mit einer Arbeit über die Existenzialphilosophie von Karl Jaspers (1953). Bäcker lebte als freier Schriftsteller und Herausgeber der Zeitschrift neue texte in Linz und gilt als der wichtigste Vertreter der konkreten Poesie. Von 1955 bis 1976 war er Erwachsenenbildner als Fachreferent für Geisteswissenschaften an der Volkshochschule Linz. 1976 gab er diese Tätigkeit auf, um sich ganz seinem Verlag edition neue texte zu widmen, den er im selben Jahr zusammen mit seiner Frau Margret mit einem Buch von Gerhard Rühm gegründet hatte. Hervorgegangen aus der seit 1968 von Bäcker herausgegebenen experimentellen Literaturzeitschrift neue texte, bot der Verlag der österreichischen Avantgarde eine Plattform: Hier erschienen Bücher von und zu den bedeutendsten Autoren der neuen Poesie und der Wiener Avantgarde u. a. Achleitner Friedrich, Arp Hans, Bayer Konrad, Bezzel Chris, Bremer Claus, Claus Carlfriedrich, Czernin Franz Josef, Czurda Elfriede, Eisendle Helmut, Export Valie, Gappmayr Heinz, Gomringer Eugen, Hausmann Raoul, Heißenbüttel Helmut, Hildesheimer Wolfgang, Huchel Peter, Jandl Ernst, Kolleritsch Alfred, Mayröcker Friederike, Middleton Christopher, Mon Franz, Okopenko Andreas, Pastior Oskar, Pataki Heidi, Priessnitz Reinhard, Rainer Arnulf, Rühm Gerhard, Schmatz Ferdinand, Ulrichs Timm. Aus dieser Zeit resutiert auch eine lebenslange tiefe Freundschaft mit Friedrich Achleitner, Wiener Gruppe, der mehrfach als Herausgeber seiner Werke fungierte.
Die “Neuen Texte” wurden vielfach von zeitgenössischen Künstlern/-innen und Photographen/-innen begleitet (NT = Neue Texte). Künstler/-innen waren u. a. Cobbing Bob NT 2, Dick Inge NT 29, Feyrer Gundula NT 29, Finlay Ian Hamilton NT 2, 7, Furnival John NT 2, Garnier Pierre NT 34/35, Gsaller Harald NT 43, Günther Thomas NT 33, Knogler Gerhard NT 40/41, Lichtenauer Fritz NT 42, Mayer Hansjörg NT 2, Verey Charles NT 3, Wex Marianne NT 7. Photographen/-innen u. a. Bach Claus NT 33, Bäcker Heimrad NT 16/17, Friedrich Brigitte NT 16/17, Gerz Jochen NT 31, Heide Heide NT 18, Hendrich Lotte NT 16/17, Jahn Sabine NT 33, Kubelka-Bondy Friedl NT 29, Lichtenauer Fritz NT 29, Mathar Rudolf NT 29, Pongracz Cora NT 16/17, Roberts Julian NT 16/17. In der Zeit von 1977 bis 1981 war Bäcker Lehrbeauftragter für Literatur des 20. Jahrhunderts an der Hochschule für künstlerische und industrielle Gestaltung, Linz.
In den Jahren 1968 bis 1985 sammelte und verarbeitete Bäcker schriftliche Zeugnisse der „nationalsozialistischen Tötungsmaschinerie“: „Es genügt, die Sprache der Täter und der Opfer zu zitieren. Es genügt, bei der Sprache zu bleiben, die in den Dokumenten aufbewahrt ist. Zusammenfall von Dokument und Entsetzen, Statistik und Grauen.“ (Heimrad Bäcker)
Seit den 1960er-Jahren dokumentierte Bäcker auch das Gelände der Konzentrationslager Mauthausen und Gusen, lange bevor es eine öffentliche Auseinandersetzung mit der nationalsozialistischen Vergangenheit gab. Die Arbeiten zeigen brachliegende Anlagen, die von Pflanzen überwuchert dem Verfall preisgegeben oder aber ganz bewusst von Gemeinde und Staat einer anderen Verwendung zugeführt werden. Seine Bilddokumente, die bei unzähligen Begehungen entstanden, zeigen die allmähliche Veränderung des Geländes, der Arbeitsstätten und Baracken wie auch der Gedenkstätte. Bäckers Werk wirft somit Fragen nach dem Erinnern, Bewahren und Verschwinden auf.
In seinem Werkkomplex NACHSCHRIFT entwickelte Bäcker dokumentarische Literatur mit den Mitteln der Konkreten Poesie. Aus den dokumentarischen Quellen zur NS-Zeit nahm er einzelne Zitate heraus und stellte sie auf der Buchseite aus. NACHSCHRIFT besteht aus "SEESTÜCK" (1985), dem Band "nachschrift" (1986), "EPITAPH" (1988), einer Compact Disk mit dem Hörtext "GEHEN WIR WIRKLICH IN DEN TOD?" (1995) und dem Band "nachschrift 2" (1997). Eine behutsam dramatisierte Fassung der "nachschrift" ist im Jahr 1993 im Hebbel-Theater Berlin uraufgeführt worden, bevor sie in mehreren Theatern Deutschlands gezeigt wurde.
Für sein Werk, zu dem u. a. auch noch "REFERENDUM" (1986), "SGRA" (1990), "gedichte und texte. eine auswahl aus dem werk" (1992) zählen, wurde der Schriftsteller vielfach ausgezeichnet, u. a. mit dem Robert-Geisendörfer-Preis der Evangelischen Kirche in Deutschland für Hörfunk (1989), dem Österreichischen Ehrenkreuz für Wissenschaft und Kunst I. Klasse (1985), dem Sonderpreis für Literatur des Bundesministeriums für Unterricht (1988), dem Förderungspreis für Film- und Medienkunst zum Kunstpreis Berlin (1990), dem großen Adalbert-Stifter-Preis des Landes Oberösterreich (ebenfalls 1990) und dem Großen Goldenen Ehrenzeichen der Stadt Linz für Verdienste um Kunst und Kultur.
Bäcker war von 1987 bis 1989 Präsident der Grazer Autorenversammlung.
Seit der Schenkung im Jahr 2015 befindet sich der fotografische Nachlass von Heimrad Bäcker im mumok, ein Konvolut, das mit über 14.000 Einzelobjekten wie Fotografien, Negativen, Notizen, Plänen, Textarbeiten und Fundstücken Zeugnis von einer lebenslangen künstlerischen und kritischen Auseinandersetzung mit dem Holocaust ablegt.
Mit seiner Frau Margret Bäcker stiftete er vom Erlös des Verkaufs seines literarischen Nachlasses an das Literaturarchiv der Österreichischen Nationalbibliothek einen Literaturpreis, den Heimrad-Bäcker-Preis.

## Auszeichnungen
- 1985: Österreichisches Ehrenkreuz für Wissenschaft und Kunst I. Klasse

- 1989: Robert-Geisendörfer-Preis
- 1990: Adalbert Stifter Preis des Landes Österreich
- 2000: Großes Goldenes Ehrenzeichen der Stadt Linz für Verdienste um Kunst und Kultur
- 2001: Österreichischer Würdigungspreis für Literatur

## Werke
- Bäcker, Heimrad. SEESTÜCK. nachschrift. Linz, neue texte 1985. 4°. 8 Blatt. OBr.
- Bäcker, Heimrad. Nachschrift. Herausgegeben und mit einem Nachwort von Friedrich Achleitner. Linz, Edition Neue Texte 1986.  141 S. Original-Kartoniert mit Original-Schutzumschlag und Bauchbinde.
- Bäcker, Heimrad. Referendum. (Nachwort von Ferdinand Schmatz). Wien, Werner Herbst herbstpresse 1988. 4°. 55 S. OBr. Im Druck 'barbara und friedrich achleitner' gewidmet.
- Bäcker, Heimrad. Epitaph. Linz, edition maerz 1989. 4°. 55 S. mit Abbildungen. OBr.
- Bäcker, Heimrad. Epitaph. Erweiterte Ausgabe. Linz, edition maerz 1990. 4°. 55 S. mit Abbildungen. OBr. Teil 3 seines Projekts 'nachschrift', in dem seine Aufnahmen aus den 60er Jahren in Mauthausen, Gusen, Auschwitz und anderen Stätten als Grundlage dieser Dichtung verwendet wurden. Konkrete Poesie mit Dokumenten der Judenvernichtung.
- Bäcker, Heimrad, SGRA. Berlin, Rainer Verlag 1990. 24 nn. S. OBro. Auflage 100 nummerierte Exemplare.
- Bäcker Heimrad. Gedichte und Texte. Eine Auswahl aus dem Werk zusammengestellt vom Autor. Berlin, Rainer Verlag 1992. 166 S. Auflage 150 nummerierte Exemplare.
- Bäcker, Heimrad. Nachschrift 2. Hrsg. von Friedrich Achleitner. 264 S. Graz, Literaturverlag Droschl 1997.

## Hörspiel
- Gehen wir wirklich in den Tod? Regie: H. A. Schuldt – Produktion: SFB/ÖRF, 39'41 Min.
- Epitaph. Bearbeitung/Regie: Ronald Steckel, Mitwirkende: Martin Engler, Arne Fuhrmann, Max Hopp, Kathleen Morgeneyer, Linda Olsansky, Maria Simon, Christoph Tomanek, 79 min., WDR 2004.[4]

## Ausstellung
2019–2021 widmen das mumok in Wien und das NS-Dokumentationszentrum in München Heimrad Bäcker eine von beiden Instituten gemeinsam konzipierte Einzelausstellung unter dem Titel es kann sein, dass man uns nicht töten wird und uns erlauben wird, zu leben.